# Balbura
Balbura (en grec antic Βάλβουρα) era una ciutat de Lícia. Queden importants restes d'edificis romans i algunes esglésies cristianes. Els habitants de la regió s'anomenaven balbureus (Βαλβουρεύς), nom que apareix en diverses inscripcions trobades. Balbura formava part del districte de Cabàlia segons Plini el Vell, habitada pels Cabalis, mencionats per Heròdot, on també hi havia les ciutats de Bubon i Enoanda.
S'ha situat dalt d'un turó sobre una ampla plana a Katara, i es conserven importants ruïnes. S'han identificat dos teatres però pocs vestigis d'edificis públics. Es coneix un temple de Nèmesi i l'àgora, amb uns pòrtics dedicats a Septimi Sever i a Geta. També s'han trobat algunes tombes.
En l'actualitat es troba al districte d'Altınyayla, a la Província de Burdur, dins de l'actual Turquia.